# Falco
Falco, właśc. Johann (Hans) Hölzel (ur. 19 lutego 1957 w Wiedniu, zm. 6 lutego 1998 w Puerto Plata w Dominikanie) – austriacki wokalista i muzyk.
Znany jako wykonawca utworów, takich jak „Der Kommissar”, „Rock Me Amadeus”, „Jeanny” czy „Out of the Dark”.

## Życiorys

### Wczesne lata
Urodził się 19 lutego 1957 w Wiedniu w dzielnicy Margareten jako jedyny z trojaczków, który przeżył. Jego matka Maria była wówczas pracownicą pralni, a ojciec Alois – niewykwalifikowanym robotnikiem. Rodzice wcześnie zauważyli muzyczny talent syna, dlatego na czwarte urodziny kupili mu pianino i wysłali go na naukę gry do zawodowej pianistki, która potwierdziła spostrzeżenia rodziców. Niedługo potem profesor wiedeńskiej Akademii Muzycznej nazwał Hansa „małym Mozartem”. W 1963 rozpoczął naukę w katolickiej szkole podstawowej, gdzie w grudniu tego samego roku podczas świątecznej uroczystości pierwszy raz wystąpił publicznie, grając walca „Nad pięknym modrym Dunajem”, a na bis „Wiedeńską krew”. W 1967 kontynuował naukę w Rainergymnasium.
W 1968 jego ojciec odszedł od rodziny, od tamtego czasu syna wychowywały matka, babcia i sąsiadka, którą nazywał „Schlintzi”. W wieku 16 lat opuścił szkołę. Przez jakiś czas chwytał się różnych zajęć, kupił też swoją pierwszą gitarę basową i jako basista zaczął występować z grupą Umspannwerk. Poza tym przez trzy semestry uczęszczał do Wiedeńskiego Konserwatorium Jazzowego.

### Kariera zawodowa
W 1977 wyjechał do Berlina Zachodniego, podążając śladami swojego idola, Davida Bowie. Spędził tam ponad rok, grając w różnych zespołach rockowych. Po powrocie do Wiednia rozpoczął występy w grupie Hallucination Company, tzw. teatrze rockowym. W tym czasie, podczas jednej z tras koncertowych, przybrał pseudonim artystyczny „Falco” na cześć NRD-owskiego skoczka narciarskiego, Falko Weisspfloga. Niedługo potem Stefan Weber, lider kultowego w Austrii anarchistycznego teatru rockowego Drahdiwaberl, zaprosił do współpracy kilku muzyków z Hallucination Company, w tym Falco.
W 1979 napisał autorski utwór „Ganz Wien”, będący satyrą na zjawisko narkomanii. Używany z początku jako przerywnik na koncertach Drahdiwaberl, z czasem stał się przebojem wiedeńskiej sceny nowej fali. Falco zwrócił na siebie uwagę Markusa Spiegla, ówczesnego szefa wytwórni płytowej GIG Records, który podpisał z nim kontrakt jako artystą solowym oraz przedstawił go kompozytorowi Robertowi Pongerowi. Współpraca Falco z Pongerem zaowocowała najpierw singlem „Der Kommissar”, który stał się sztandarowym utworem Neue Deutsche Welle i obiegł świat w ilości 7 mln egzemplarzy. Następnie wydał album pt. Einzelhaft, który osiągnął sukces komercyjny i uczynił z 25-latka międzynarodową gwiazdę i milionera. Dla Falco ten nagły awans oznaczał przede wszystkim stres, że nie uda mu się ponownie przeskoczyć wysoko ustawionej poprzeczki i szybko odejdzie w zapomnienie. Wówczas zaczęły się jego pierwsze problemy alkoholowe. Wydał album pt. Junge Roemer, który w porównaniu z poprzednią płytą okazał się niewypałem sprzedażowym, jednak w późniejszych latach zaczął być uważany za kultowy. Wydarzeniem bez precedensu było pierwsze w historii niemieckojęzycznego popu sfilmowanie płyty w pełnometrażowym show dla telewizji pt. Helden von heute. W 1985 opuścił Roberta Pongera i rozpoczął współpracę z braćmi Bolland.
Ówczesna popularność filmu Miloša Formana Amadeusz zainspirowała Falco do napisania piosenki ukazującej postać Mozarta z zupełnie nowej strony. Muzykę skomponowali Rob i Ferdi Bolland. „Rock Me Amadeus” natychmiast opanował austriackie i niemieckie listy przebojów, w jakiś czas później stał się też numerem 1 w Wielkiej Brytanii, a w marcu 1986 jako pierwszy w dziejach artysta niemieckojęzyczny Falco zajął z tym utworem pierwsze miejsce na liście przebojów w USA. Następny singiel z wydanego rok wcześniej albumu Falco 3, czyli „Vienna Calling”, zajął tam 18. miejsce, a sam album (po ponownym wydaniu w 1986) – trzecie miejsce na amerykańskiej liście sprzedaży. Kolejnym wielkim sukcesem, chociaż już nie na skalę światową, okazał się utwór „Jeanny” – wówczas bojkotowany przez stacje radiowe i telewizyjne za propagowanie przemocy – stał się największym skandalem, a także największym przebojem 1986 roku w Niemczech.
Latem 1985, w czasie, gdy „Rock me Amadeus” święcił wczesne triumfy, Hölzel poznał w Grazu swoją późniejszą żonę, Isabellę Vitkovič, która jeszcze wówczas była zamężna. Mimo to zostali parą i niemal natychmiast Isabella oświadczyła, że jest w ciąży. 13 marca 1986 urodziła im się córka, Katharina Bianca, której zadedykował swój czwarty album pt. Emotional, zawierający m.in. drugą część piosenki „Jeanny” – „Coming Home (Jeanny Part 2, Ein Jahr Danach)”.

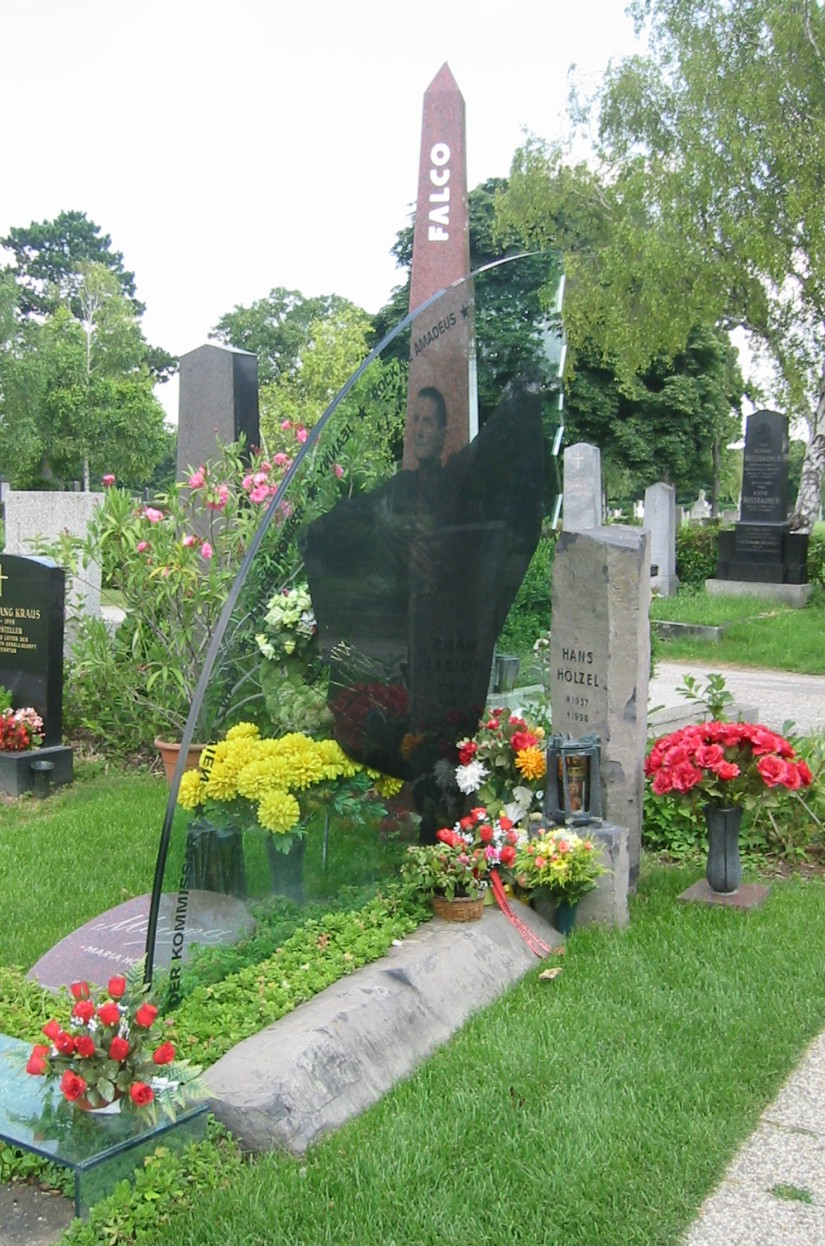
Grób Falco w Wiedniu

Pod koniec 1987 nagrał w duecie z Brigitte Nielsen singiel „Body next to body”. To przedsięwzięcie nie zakończyło się artystycznym sukcesem, a jedynie krótkotrwałym romansem. Także kolejna płyta, Wiener Blut stworzona częściowo we współpracy  z duetem producentów Mende/de Rouge i częściowo z Bollandami cieszyła się bardzo niewielkim zainteresowaniem odbiorców. Po zaledwie jednym koncercie anulowano zaplanowaną na 1988 rok trasę koncertową Falco. 17 lipca 1988 poślubił Isabellę Vitkovič w Los Angeles podczas utrzymanej w sekrecie uroczystości, o którym nie wiedziała nawet matka Hansa. Falco twierdził, iż zrobił to dla dobra dziecka. Po 309 dniach małżeństwa para wzięła rozwód.
W 1990 wraz z Robertem Pongerem nagrał nowatorski album pt. Data de groove, który jednak przeszła bez echa. Dopiero w 1992 album Nachtflug został doceniony. Ten sukces nie mógł się równać z poprzednimi, był to jednak udany powrót. Falco wyruszył w pierwszą od sześciu lat trasę koncertową i 27 lipca 1993 wystąpił w Wiedniu na Donauinselfest przed 100 tysiącami widzów. W tym samym roku dowiedział się też, że nie jest biologicznym ojcem Kathariny Bianki. W 1995 pod pseudonimem T>>MA powrócił na szczyty list przebojów z singlem „Mutter, der Mann mit dem Koks ist da”, utrzymanym w stylu techno. W tym samym roku prowadził też warsztaty w Wiedeńskiej Szkole Poezji (Schule für Dichtung). Ostatnim wydanym za jego życia singlem był „Naked” z 1997, wyprodukowany przez Torstena Boergera.

### Śmierć
Wiosną 1996 przeniósł się do Dominikany, gdzie zamieszkał w willi w Hazienda Resort w miasteczku Puerto Plata. Przez blisko dwa lata pracował nad nowym albumem, który pierwotnie miał nosić tytuł Egoisten. Ciągle był niezadowolony z ostatecznego brzmienia nagrań, ulepszał je i zmieniał. Nie do końca wiadomo, czy płyta Out of the dark (into the light), jak ją ostatecznie nazwano, była zgodna z jego zamierzeniami, gdyż 6 lutego 1998 Falco zginął w wypadku. Ok. godz. 16.40 wjechał samochodem Mitsubishi Montero pod rozpędzony autobus na szosie w Puerto Plata. Podczas sekcji stwierdzono we krwi 1,5‰ alkoholu, tetrahydrokannabinol oraz wyjątkowo dużą ilość kokainy. Falco był jedyną ofiarą tego wypadku.

## Wydarzenia pośmiertne
Ciało Hansa Hölzela zostało przetransportowane do Wiednia samolotem nazwanym później „Falco”. Pogrzeb odbył się na Cmentarzu Centralnym w Wiedniu i wzięło w nim udział wiele tysięcy ludzi. Album Out of the Dark został wydany w miesiąc po śmierci artysty, a tytułowa piosenka, opowiadająca właśnie o śmierci (pełno w niej jednoznacznych sformułowań jak „muszę umrzeć, aby żyć”), natychmiast zaczął szturmować szczyty list przebojów.
W 1999 wydano singel „Push, push”, do którego nakręcono teledysk zmontowany w taki sposób, żeby wyglądał na „żywy” koncert. Wydano także płytę z niepublikowanymi dotąd utworami Falco pod tytułem Verdammt wir leben noch. W tym samym roku bracia Bolland wydali singel pt. Bolland&Bolland feat. Alida „Tribute to Falco” - jako epitafium dla artysty.
W 2000 roku Theater des Westens z Berlina wystawił musical o nazwie Falco meets Amadeus, nieco fantastyczną opowieść o życiu Falco, ilustrowaną jego piosenkami.
Nawiązania do twórczości i samej osoby Falco, który czasami lubił nazywać siebie „ojcem chrzestnym białego rapu”, można znaleźć między innymi w piosence grupy Bloodhound Gang pt. „Mope” z 2000 oraz w utworze „NDW 2005” z 2005 roku niemieckiego rapera Fler.
W 2008 roku został nakręcony film biograficzny o życiu Falco pt. Falco – Verdammt wir leben noch! („Falco – cholera jeszcze żyjemy!”). Reżyserem filmu jest Thomas Roth, a rolę Falco zagrał Manuel Rubey.
W grudniu 2009 roku, została wydana płyta The Spirit Never Dies, zawierająca 8 niepublikowanych piosenek, które nie zostały umieszczone na albumie Wiener Blut, oraz trylogia Jeanny, w tym część finałowa - „The Spirit Never Dies (Jeanny Final)”, natomiast w zawartej na płycie trylogii brakuje utworu „Jeanny III (Wo bist du?)”.
Od 2024 r. w wiedeńskim Ronacher Theater wystawiany jest musical "Rock Me Amadeus" opowiadający o życiu Falco.

## Dyskografia

### Albumy
- 1982 Einzelhaft
- 1984 Junge Roemer
- 1985 Falco 3
- 1986 Emotional
- 1988 Wiener Blut
- 1990 Data de Groove
- 1991 The Remix Hit Collection
- 1992 Nachtflug
- 1998 Out of the Dark (Into the Light)
- 1999 Verdammt wir leben noch
- 1999 Live Forever (live)
- 2004 L.I.V.E. Donauinsel (live 1993)
- 2008 Symphonic (live 1994)
- 2009 The Spirit Never Dies

### Single
- 1981 „That Scene” (angielska wersja „Ganz Wien”)
- 1981 „Der Kommissar”
- 1982 „Zuviel Hitze” (tylko wersja promo)
- 1982 „Maschine brennt”
- 1982 „Auf der Flucht” (wydane tylko w USA)
- 1983 „Der Kommisar”
- 1984 „Junge Römer”
- 1984 „Nur mit Dir”
- 1984 „Kann es Liebe sein”
- 1985 „Rock Me Amadeus”
- 1985 „Vienna Calling”
- 1986 „Jeanny”
- 1986 „The Sound of Musik”
- 1986 „Coming Home (Jeanny Part 2, Ein Jahr Danach)”
- 1987 „Emotional”
- 1987 „Body Next to Body”
- 1988 „Wiener Blut”
- 1988 „Satellite to Satellite”
- 1988 „Garbo” (wersja promo tylko we Francji)
- 1990 „Data de Groove”
- 1990 „Charisma Kommando”
- 1992 „Titanic”
- 1992 „Dance Mephisto”
- 1992 „Nachtflug”
- 1993 „Monarchy Now” (tylko wersja promo w Austrii)
- 1995 „Mutter, der Mann mit dem Koks ist da”
- 1996 „Mutter, der Mann mit dem Koks ist da (Remixes)”
- 1997 „Naked”
- 1998 „Out of the Dark”
- 1998 „Egoist”
- 1998 „Der Kommissar (Jason Nevins & Club 69 Remixes)”
- 1999 „Push! Push!”
- 1999 „Verdammt wir leben noch”
- 1999 „Europa”
- 2008 „Der Komissar 2008” (z albumu Symphonic (download))
- 2009 „The Spirit Never Dies (Jeanny Final)”
- 2010 „Kissing in the Kremlin”

## Filmografia
- 1985 Formel Eins
- 1986 Geld oder leber
- 2008 Falco – Verdammt Wir leben noch!